# Смит, Мэттью (футболист)
Мэттью Смит (англ. Matthew Smith; 22 ноября 1999, Реддитч, Англия) — валлийский футболист, полузащитник клуба «Сент-Джонстон» и сборной Уэльса.

## Клубная карьера
Смит — воспитанник клубов «Вест Бромвич Альбион» и «Манчестер Сити». Летом 2018 года для получения игровой практики Мэттью на правах аренды перешёл в нидерландский «Твенте». 17 августа в матче против роттердамской «Спарты» он дебютировал в Эрстедивизи.

## Международная карьера
29 мая 2018 года в товарищеском матче против сборной Мексики Смит дебютировал за сборную Уэльса, заменив во втором тайме Тома Лоуренса.